# Carl Danielsson
Carl Danielsson, född 30 mars 1845 på Aggarön i Kärrbo socken, Västmanlands län, död 16 november 1917 i Stockholm, var en svensk metallurg och företagsledare.
Danielsson genomgick Bergsskolan i Filipstad 1867-1868, blev därefter bokhållare vid Munkfors bruk, förvaltare vid Stjärnsunds bruk 1871, ingenjör vid Bofors bruk 1874 samt disponent och samtidigt ordförande i styrelsen för AB Bofors-Gullspång 1882. Danielsson företog 1875 en 10 månaders studieresa i USA som Jernkontorets stipendiat.
Under sin verksamhet vid Bofors lyckades Danielsson att genom den där tidigt införda Martinmetoden framställa homogent stålgjutgods, lämpligt även för ämnen till kanoner av grövsta kaliber. Den omständliga och dyrbara, annars nödvändiga, smidningen ersattes med härdning i olja, varigenom man erhöll ett gods som i alla avseenden var fullt jämförligt med det smidda.
1878 installerades den första Martinugnen vid Bofors. I slutet av 1878 lyckades Danielsson tillverka det första täta gjutstålet vid Bofors, och 16 augusti 1879 lyckades Bofors för första gången framställa ett tätt kanongöt av tillräckliga dimensioner för att framställa en kanon av. Götet borrades och svarvades vid Finspångs bruk (eftersom Bofors första egna kanonverkstad tillkom först 1884) och användes därefter för provskjutningar i Marinförvaltningens regi. Samma rutiner användes som vid provskjutning av tackjärnskanoner, vilket innebär upprepade provskott med successivt ökande krutladdning och projektilvikt. Efter 311 skott enligt detta mönster fylldes borrhålet med massiva pluggar från det 312:e skottet. Vid det 322:a skottet brast slutligen kanonen, då den utsatts för 5 000 atmosfärers tryck. Eftersom den starkaste tackjärnskanonen hade klarat 219 skott och 3 900 atmosfärer innebar detta en omedelbar succé för Boforsstålets kvalitet. Att artillerimateriel av högsta kvalitet kunde tillverkas i Sverige och att Bofors-kanonerna på kort tid blev erkända som förstklassiga, var således resultatet av Danielssons arbete på detta område.
1894 tillträdde Danielsson befattningen som förste disponent för Uddeholmsverken, jämte ordförandeskapet i bolagets styrelse, och kvarstod på dessa poster till 1913, varefter han till sin död fortfarande var styrelseledsmot. Uddeholmsbolaget utvecklades betydligt under hans 20-åriga ledning. De tillhörande järnverkens produktion ökades, nya produkter framställdes, Storfors AB med sina verk Storfors och  Nykroppa och stora skogs- och markområden införlivades med Uddeholmsbolaget. Utbyggande av bolagets vattenfall igångsattes, och vid Hagfors bruk påbörjades elektrisk tackjärnsframställning.
Danielsson var även i flera år och till sin död ordförande i styrelsen för Oxelösunds järnverks AB, tillhörde landstingen i Örebro läns landsting 1883-1893 och i Värmlands läns landsting 1894-1912, styrelsen för Värmlands hypoteksförening 1884-1913 och Värmlands enskilda bank 1894-1912, kommittén för Sveriges deltagande i Paris-världsutställningen 1900, prästlöneregleringskommittén 1897-1903 och, som lekmannaombud för Karlstads stift, kyrkomötena 1903, 1908, 1910 och 1915.
Under många år en av "bergslagernas deputerade" i Jernkontoret, blev han fullmäktig 1914. För sina betydande insatser inom den svenska järnhanteringen fick Danielsson 1913 Jernkontorets stora medalj i guld.